# Hedblom-Gletscher
Der Hedblom-Gletscher ist ein Gletscher an der Scott-Küste des ostantarktischen Viktorialands. Vom Endeavour-Massiv in der Kirkwood Range der Prince Albert Mountains fließt er zwischen Mount Creak und dem Tito Peak in östlicher Richtung und mündet in die Tripp-Eiszunge.
Das Advisory Committee on Antarctic Names benannte ihn 1999 nach Earland E. Hedblom (1914–1982) von der United States Navy, medizinischer Offizier der sogenannten Task Force 43 bei der ersten Operation Deep Freeze zwischen 1955 und 1956.